# Pechány Adolf
Pechány Adolf (Illava, 1859. február 15. – Budapest, 1942. június 15.) bölcseleti doktor, főreáliskolai tanár, publicista, politikus, magyar királyi kormányfő tanácsos, a magyarországi szlovákok kormánybiztosa.

## Élete
Édesanyja Pecháň Borbála volt.
Középiskoláit Znióváralján, Trencsénben és Nyitrán végezte. Ezek után a budapesti egyetemre iratkozott be bölcselet hallgatónak és megyéjéből származó barátaival trencsénmegyei kört alakított, melynek ő lett az elnöke. Ekkor magántanítással tartotta fenn magát, majd 1880-ban okleveles tanár és 1881-ben bölcseleti doktor lett. Mint tanár működött Debrecenben, Galgócon, Temesvárott, Pozsonyban és Trencsénben. 1897-től a budapesti V. kerületi állami főreáliskola rendes tanára volt, ahol a természettant és a német nyelvet tanította. 1921-ben a magyarországi szlovák kisebbség kormánybiztosaként működött. Munkásságának java részét a felvidék nemzetiségi és közgazdasági viszonyainak tanulmányozásának szentelte. Egyik képviselője volt előbb a dualista magyarosító iskolapolitika, később pedig a Horthy-rendszer kisantant elleni propagandájának.
Vegyes cikkeket írt a trencséni királyi főgimnázium Értesítőjébe (1884. Trencsénmegye népe), a Vágvölgyi Lapba, a Felsőmagyarországi Nemzetőrbe, a Pozsonyvidéki Lapokba, a Pozsonymegyei Közlönybe (1887. mint főmunkatárs), a Nyitramegyei Közlönybe, az Érsekujvár és Vidékébe és az Árvamegyei Hírlapba. Pedagógiai cikkeket írt a Néptanodába, a Népt. Lapjába (1890. Az illuzió és a hallucinatio, 1891. A gyermekjátékokról, 1892. Az emlékezés mint biologiai jelenség) és a Nemzeti Iskolába.
Írt Az Osztrák-Magyar Monarchia írásban és képben című kiadványba is.

## Házassága és leszármazottjai
Feleségül vette a nemesi származású nemesmittai Begyáts Etelka (Trencsén, 1862. január 23. – Budapest, 1936. december 17.) kisasszonyt, akinek a szülei nemesmittai Begyáts Antal, földbirtokos és Sztankovics Nepomucena voltak. A menyasszonynak az anyai nagyapja idősebb nemesmittai Begyáts Antal (1795–1877), földbirtokos volt. Pechány Adolf és Begyáts Etelka frigyéből született:
- Pechány Erzsébet Mária Etelka (Trencsén, 1885. április 9. – Szombathely, 1970. október 31.).[5] Férje: bozzai Bozzay Zoltán (Vasvár, 1875. február 13.–†?), fő-reáliskolai tanár.
- dr. Cserey-Pechány Albin (Pozsony, 1892. január 6. – Celldömölk, 1964. június 14.), egyetemi magántanár, kórházi sebész-főorvos, gondozó intézeti főorvos.[6] Felesége: Cserey Margit (Kecskemét, 1899. március 22. – Budapest, 1972. június 3.).[7]
- Pechány Etelka. Férje nagybányai Pap Aurél.
- Pechány Aladár (Illava, 1894 - Törökbálint, 1973. szeptember 22.) kúriai bíró, vezérkari segédtiszt, éjszakai portás,  hobbi-szobrász. Felesége Mattiasitts Kata (1904-1977) volt.

## Művei
- Az emberi elme. Bölcselettudori értekezés. Budapest, (1881)
- Gondolatok a nevelés köréből. Debrecen, 1883
- Trencsénmegye népe. Trencsén, 1884
- A pánszlávizmus multja és jelene. Nyitra, 1886 (különnym. a Felsőmagyarországi Nemzetőrből)
- Libertiny Gusztáv mint tanférfiú és ember. Nyitramegye tanfelügyelőségének tizedik évfordulója alkalmából. Budapest, 1886
- A gyermek első fejlődése. Pécs, 1887 (különnyomat a Néptanodából)
- Kalauz a Vágvölgyében. Budapest, 1888
- Az emberi elme. Budapest, 1888
- Turista kirándulások a Kis-Tátrában. Budapest, 1889 (németül. Uo. 1889)
- Comenius, Rousseau és Pestalozzi befolyása a mai paedagogiára. Uo. 1890
- Földrajz. I. rész. A népiskolák IV-VI. osztályai számára. Bpest, 1891. Két rész (Mártonfy Mártonnal együtt, 3. kiadás. 1897. 4. 1903. Uo. II. rész 2. kiadás, 1893., 3. kiadás 1897. Uo.)
- A gyermekek szellemi élete. Pozsony, 1894 (különny. a Nemzeti Népoktatásból. Tanítók Könyvtára 2.)
- Az iskolai kézimunka-oktatás történeti fejlődése. Pécs, 1893 (különnyomat a Néptanodából)
- A kifejezésbeli ügyesség nevelése az iskolában. Pozsony, 1894 (Tanítók könyvtára 5.)
- Mértan tanítóintézetek használatára. Írta Mocnik Ferencz, az V. kiadás után az új tantervhez alkalmazta. Pozsony, 1894. (2. javított és bővített kiadás. Ugyanott, 1900).
- Iparos Káté. Ugyanott, 1895 (Iparosok Olvasó-Tára I. 9.)
- Az állatvilág szerepe a felvidéki néphimzésekben – Adatok a Felvidék etnografiájához. A Trencsén Megyei Természettudományi Egylet évkönyve 1894/1895, 198-208.
- Emléklapok a magyar orvosok és természetvizsgálók 1897. augusztus 22-25. napjain Trencsénben tartott XXIX. vándorgyűlése alkalmából. Trencsén, 1897. Számos fénynyom. képpel (Utazás a Vágvölgyében, A vágvölgyi népről)
- Dejiny uhorskeho boja za slobodu r. 1848-49. Uo. 1903 (A magyar szabadságharcz története. 20,000 példányban, sok képpel. Ism. Budapesti Hirlap 1904. 25. sz. Vasárnapi Ujság 1904. 1., M. Állam 1904. 11. sz.)
- 1912 Domáca pokladnica – Sbierka užitočného čítania / Házi kincstár – Hasznos olvasmányok gyűjteménye. Budapest
- Question chécoslovaque Paris, etc.: Hachette, etc. Hornyánszky ny. Budapest 1923
- A Felvidék közoktatásügye A csehszlovák iskolák, a tanfelügyelet, a nyelvhasználat kérdése és a kisebbségi iskolák helyzete. In: Kornis, Gy. (szerk.) 1927: Az elszakított magyarság közoktatásügye. Budapest, 186-218.
- Szlovák politika útjai. Budapest, 1928
- Mit tanítanak a felvidéki iskolákban? Budapest, 1929
- Tótkérdés A "tótkérdés" és a versailles-i békeszerződések, 1918-1920. Napkelet 8/3 (1930), 311-315.
- Tót-kérdés alakulása 1918-ig A felvidéki szlovákok történelmi fejlődését kíséri végig a magyar állam létrejötte óta. Külügyi Szemle 10/2, (1933) 139-148.
- A magyarországi tótok; utószó Kiss Gy. Csaba; Felsőmagyarország, Miskolc, 2000 (Felsőmagyarországi Minerva)

Szerkesztette a Nemzeti Népoktatás c. pedagógiai havi folyóiratot 1893 novembertől 1894 októberig Pozsonyban és szerkesztette a Budapesten megjelenő Slovenské Noviny c. hazafias tót politikai napilapot.